# تست (فیلم ۲۰۰۰)
تست (به انگلیسی: The Audition) یک فیلم کوتاه آمریکایی محصول سال ۲۰۰۰ به نویسندگی و کارگردانی چاد لو و با بازی هیلاری سوانک، چاد لو و بریتانی مورفی است.
خلاصه داستان فیلم دربارهٔ یک اعتیاد ناسالم یک زن به یک جوان مشهور است که او در یک تست استماع تماشا کرده است.

## بازیگران اصلی
- هیلاری سوانک
- چاد لو
- بریتانی مورفی در نقش دانیلا
- لیزا آرنینگ در نقش نیکی
- جیسون برایدن
- نیکی میکو در نقش جانت
- شاکر پالجا در نقش پابلو[۲]